# Rathaus Maribor

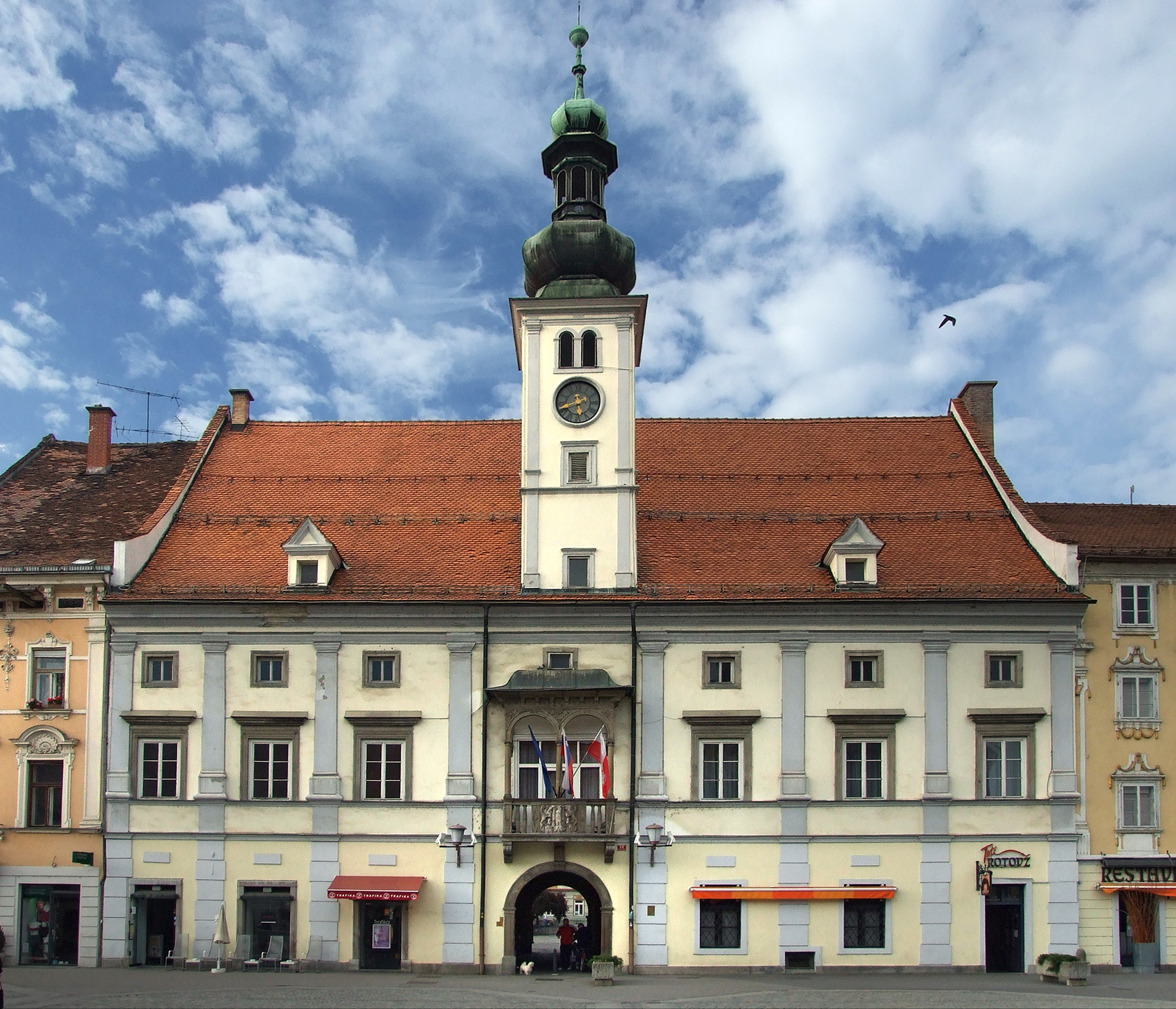
Rathaus Maribor

Das Rathaus von Maribor (slowenisch: Mariborski rotovž) steht an der nördlichen Seite des Hauptplatzes in der Altstadt von Maribor in Nordost-Slowenien. Erbaut 1515 im spätgotischen Stil wurde das Gebäude zwischen 1563 und 1565 im Stil der Renaissance von italienischen Meistern umgebaut. Aus dieser Zeit stammt auch der Balkon (Loggia), geschmückt mit einem Relief, auf dem das Stadtwappen abgebildet ist, umgeben von zwei Löwen und der Jahreszahl 1565.
Das Gebäude wurde Mitte des 19. Jahrhunderts klassizistisch umgebaut, in den Jahren von 1952 bis 1954 in seine ursprüngliche Form zurückversetzt.
Das Rathaus wird heute für Veranstaltungen genutzt. Verwaltungssitz der Stadtgemeinde Maribor ist das Anfang des 20. Jahrhunderts bezogene Amtsgebäude in der Ulica heroja Staneta. 
Auf der Nordseite des Rathauses und zugänglich durch das Gebäude liegt der historische Rathausplatz.